# Rock irlandais
 (août 2018).
Si vous disposez d'ouvrages ou d'articles de référence ou si vous connaissez des sites web de qualité traitant du thème abordé ici, merci de compléter l'article en donnant les références utiles à sa vérifiabilité et en les liant à la section « Notes et références ».
Le rock irlandais désigne le rock interprété par des groupes et artistes irlandais.

## Histoire

### Années 1960
Le rock 'n' roll fait partie de la musique d'Irlande depuis les années 1960, quand l'Invasion britannique amena le british blues, le rock psychédélique et d'autres styles sur l'île. La scène musicale irlandaise dans les années 1960 et une bonne partie des années 1970 était dominée par le seul phénomène irlandais : celui des showbands qui étaient des groupes d'interprètes professionnels qui jouaient dans les clubs de dance dans tout le pays, mettant en scène un concert professionnel et jouant tous les hits américains et anglais de l'époque. Dans les années 1960 c'était à peu près la seule manière pour un musicien professionnel en Irlande de gagner sa vie. 
Deux fameux artistes irlandais qui commencent en travaillant dans des showbands et qui vont faire remarquer l'Irlande dans le domaine du rock sont Van Morrison et Rory Gallagher. Van Morrison obtient un succès international dans les années 1960 avec le groupe Them avant de se lancer dans une brillante carrière solo qui marche encore fort après plus de 30 ans d'existence. Rory Gallagher forma le trio de blues rock Taste et réussit à obtenir une acclamation de la critique dans sa carrière solo qui dure jusqu'à sa mort en 1995. Il est considéré par beaucoup de critiques musicales comme un des plus grands guitaristes de rock de tous les temps.

### Années1970
Le début des années 1970 assiste à une croissance du rock et un groupe qui arrive à une prééminence internationale est le groupe de hard rock Thin Lizzy mené par Phil Lynott. Un autre groupe irlandais, Horslips marque une nouvelle étape en mixant du hard rock avec de la musique traditionnelle irlandaise pour créer un nouveau genre : le rock celtique. Ils attaquent également l'idée que le succès d'un groupe irlandais nécessitait de quitter le pays et sont le premier grand groupe de rock à rester en Irlande au lieu d'aller à l'étranger pour courir après le succès. Ils créent une musique très originale et connurent un énorme succès en Irlande mais n'obtinrent jamais le succès international qu'ils méritaient mais ils pavèrent la voie pour un autre groupe qui allait également rester en Irlande pour finir par dominer le monde musical, U2.
Au milieu des années 1970, avec l'apparition du roots revival de la musique traditionnelle, des groupes de folk rock fusion comme Planxty et Moving Heats aussi bien que des auteurs-compositeurs comme Christy Moore et Paul Brady arrivent en première place. La fin des années 1970 voit l'impact du mouvement punk et des groupes irlandais au centre de cette action incluaient le groupe d'Irlande du Nord Stiff Little Fingers et The Undertones aussi que le groupe de Dublin The Radiators et The Boomtown Rats devancés par Bob Geldof aussi bien que par le groupe avant-gardiste The Virgin Prunes mené par Gavin Friday.

### Années 1980
Les années 1980 assistent à la montée en puissance du groupe de rock irlandais qui obtient le plus de succès, U2. Depuis la sortie en 1980 de l'album Boy, U2 grandit au point de devenir l'un des plus grands groupes de rock du monde. Plus de 20 ans après leur formation, ils continuent de réussir un succès commercial et critique énorme. Tout le long de leur carrière, U2 garde leur base fermement implantée dans leur ville de naissance, Dublin. Le groupe, tout particulièrement le leader Bono, est aussi bien connu pour leur conscience sociale et leur intervention dans des causes internationales variées.
Les années 1980 voient aussi la montée de The Pogues, avec un retour radical de la musique traditionnelle irlandaise. Des groupes comme Flogging Molly continuent le style punk rock - inspira la musique traditionnelle du nouveau millénaire. Un autre artiste irlandais à obtenir le succès dans les années 1980 est Sinéad O'Connor. Sur la scène du heavy metal, le guitariste Gary Moore (ancien Thin Lizzy) obtient le succès dans sa carrière solo. Dans les années 1990, il retourne à ses racines du blues rock. Le groupe Mama's Boys devint également très connu sur la scène du heavy metal.

### Années 1990
À la fin des années 1980 et au début des années 1990, My Bloody Valentine proposa un nouveau style de rock, shoegazing, et reçoit une grande acclamation de la critique.
Une nouvelle récolte de rockers irlandais obtint un grand succès dans les années 1990 : The Cranberries de Limerick, The Frames de Dublin et Therapy? et Ash d'Irlande du Nord.

### Années 2000-2010
Dans la décennie 2000-2010, la scène musicale reste forte en Irlande. Le chanteur/compositeur Damien Rice obtient un grand succès et une acclamation internationale de la critique. Des groupes de ces décenniers comme Snow Patrol, The Thrills, The Script, Two Door Cinema Club et Paddy Casey commencent à envahir le marché européen.